# Ahmed Bey el-Kolli
Ahmed Bey dit el-Kolli ou el-Colli, de son vrai nom Ahmed Ben Ali, est le bey de Constantine de 1756 à 1771. Son mandat s'inscrit dans une  période de grande stabilité politique qu'a connue le Beylik de l'Est de la régence d'Alger au XVIIIe siècle.

## Biographie

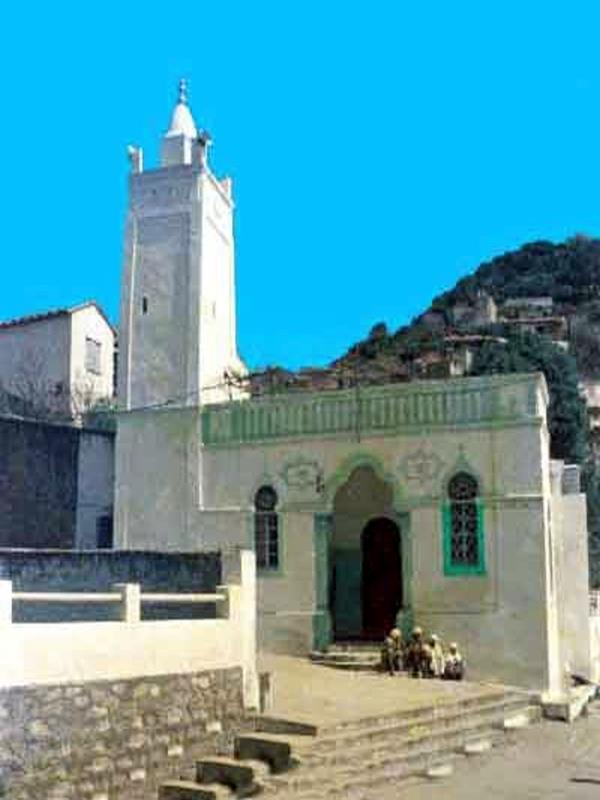
Mosquée Sidi Ali El Kébir à Collo.

Ahmed Bey a occupé des fonctions dans l'administration provinciale du beylik de l'Est avant d'être investis bey de Constantine, il était notamment commandant de la nouba (corps de l'une des garnisons de la province) de Collo (al-Koll), où 
il a passé une grande partie de sa carrière militaire, c'est pour cette raison qu'on le surnomme El Kolli.
Il gouverne de 1756 à 1771, durant lequel il dirige des campagnes victorieuses dans les Aurès et la Kabylie et entreprend des travaux d'urbanisme à Constantine. Il fait bâtir quelques édifices publics où il installe les services de son administration, il procède à l'assainissement des marais du Hamma où on plante des arbres fruitiers, il déplace les gens de la zmala et leur assigne un nouveau campement Akbet El Djemala et il entame la construction du bordj el fesguia. On lui attribue également la construction de la mosquée Sidi Ali El Kébir à Collo.
Son mandat s'inscrit dans une  période de grande stabilité politique qu'a connu le beylik au XVIIIe siècle grâce notamment à la succession de cinq beys, gouverneurs énergiques et administrateurs compétents. Il est précédé par Hussein Bey Zereg-Aïnou (1754-1756) et se fait remplacer par Salah Bey (1771-1792), qu'il avait nommé caïd des Haraktas, puis son khalifa.
Ahmed Bey el-Kolli se lie d'amitié avec la famille Bengana, installée à Redjas, près de Mila. Il épouse une de leur fille et, en secondes noces, une fille des Mokrani, une pratique matrimoniale fréquente chez les grandes familles du beylik qui s'unissaient à des dignitaires turcs. Il est également le beau-père de Salah Bey et le grand-père de Hadj Ahmed Bey.